# 惠特尼 (加利福尼亞州)
惠特尼（英語：Whitney）是位於美國加利福尼亞州普萊瑟縣的一個非建制地區。該地的面積和人口皆未知。

## 地理
惠特尼的座標為38°50′01″N 121°18′25″W / 38.83361°N 121.30694°W，而該地的平均海拔高度為40米（即131英尺）。